# Golfe nos Jogos Pan-Americanos de 2023 - Individual feminino
O evento individual feminino do golfe nos Jogos Pan-Americanos de 2023 foi disputado entre 2 e 5 de novembro de 2023 no Prince of Wales Country Club, em La Reina. Um total de 32 golfistas de 18 Comitês Olímpicos Nacionais (CON) participaram do evento.

## Calendário
Horário local (UTC−3).
| Data          | Hora | Fase           |
| ------------- | ---- | -------------- |
| 2 de novembro | 8:00 | Rodada 1       |
| 3 de novembro | 8:30 | Rodada 2       |
| 4 de novembro | 8:00 | Rodada 3       |
| 5 de novembro | 8:00 | Rodada 4/Final |

## Medalhistas
| Ouro   | PAR Sofía García  |
| Prata  | COL Mariajo Uribe |
| Bronze | CAN Alena Sharp   |

## Resultados
A competição foi disputada ao longo de quatro dias, até a definição das medalhistas.
| Pos.              | Golfista               | CON                                 | Rodada 1 | Rodada 2 | Rodada 3 | Rodada 4 | Total (para o par) |
| ----------------- | ---------------------- | ----------------------------------- | -------- | -------- | -------- | -------- | ------------------ |
| Medalha de ouro   | Sofía García           | PAR Paraguai                        | 65       | 70       | 67       | 72       | 274 (−14)          |
| Medalha de prata  | Mariajo Uribe          | COL Colômbia                        | 69       | 73       | 68       | 68       | 278 (−10)          |
| Medalha de bronze | Alena Sharp            | CAN Canadá                          | 67       | 73       | 70       | 71       | 281 (−7)           |
| 4                 | Valery Plata           | COL Colômbia                        | 70       | 70       | 69       | 73       | 282 (−6)           |
| 5                 | Magdalena Simmermacher | ARG Argentina                       | 73       | 71       | 71       | 72       | 287 (−1)           |
| 6                 | Alexandra Swayne       | ISV Ilhas Virgens Americanas        | 70       | 72       | 75       | 71       | 288 (E)            |
| 7                 | Anna Davis             | USA Estados Unidos                  | 73       | 74       | 68       | 75       | 290 (+2)           |
| 8                 | Isabella Fierro        | MEX México                          | 71       | 72       | 73       | 75       | 291 (+3)           |
| 8                 | Laura Restrepo         | PAN Panamá                          | 78       | 74       | 69       | 70       | 291 (+3)           |
| 10                | Vanessa Gilly          | VEN Venezuela                       | 75       | 72       | 74       | 71       | 292 (+4)           |
| 10                | Milagros Chaves        | PAR Paraguai                        | 73       | 79       | 70       | 70       | 292 (+4)           |
| 10                | María Torres           | PUR Porto Rico                      | 73       | 75       | 71       | 73       | 292 (+4)           |
| 13                | Michelle Melandri      | CHI Chile                           | 74       | 74       | 72       | 73       | 293 (+5)           |
| 14                | Rachel Heck            | USA Estados Unidos                  | 78       | 70       | 71       | 77       | 296 (+8)           |
| 15                | Valeria Mendizabal     | EAI Equipe de Atletas Independentes | 76       | 78       | 72       | 71       | 297 (+9)           |
| 15                | Luisamariana Mesones   | PER Peru                            | 77       | 73       | 73       | 74       | 297 (+9)           |
| 17                | Regina Plasencia       | MEX México                          | 76       | 73       | 71       | 79       | 299 (+11)          |
| 18                | Selena Costabile       | CAN Canadá                          | 77       | 76       | 74       | 75       | 302 (+14)          |
| 18                | Emily Odwin            | BAR Barbados                        | 76       | 76       | 75       | 75       | 302 (+14)          |
| 20                | Valentina Bosselmann   | BRA Brasil                          | 81       | 75       | 77       | 73       | 306 (+18)          |
| 21                | Claudia Perazzo        | VEN Venezuela                       | 73       | 78       | 74       | 82       | 307 (+19)          |
| 22                | Sofía Blanco           | BOL Bolívia                         | 75       | 79       | 74       | 81       | 309 (+21)          |
| 22                | Carolina Alcaino       | CHI Chile                           | 77       | 74       | 76       | 82       | 309 (+21)          |
| 24                | Lúa Pousa              | PAN Panamá                          | 77       | 77       | 79       | 77       | 310 (+22)          |
| 25                | Anika Veintemilla      | ECU Equador                         | 78       | 76       | 79       | 80       | 313 (+25)          |
| 26                | Valentina Rossi        | ARG Argentina                       | 74       | 78       | 86       | 78       | 316 (+28)          |
| 27                | María Marques          | URU Uruguai                         | 83       | 85       | 75       | 75       | 317 (+29)          |
| 27                | Chloe Stevenazzi       | URU Uruguai                         | 79       | 79       | 78       | 81       | 317 (+29)          |
| 29                | Camila Zignaigo        | PER Peru                            | 86       | 84       | 76       | 75       | 321 (+33)          |
| 29                | Emma Baier             | ECU Equador                         | 79       | 78       | 85       | 79       | 321 (+33)          |
| 31                | María José Savoca      | BOL Bolívia                         | 83       | 81       | 78       | 80       | 322 (+34)          |
| 32                | Luiza Altmann          | BRA Brasil                          | 83       | 83       | 77       | 82       | 325 (+37)          |